# Cyanistes
Cyanistes ist eine Vogelgattung in der Familie der Meisen (Paridae). Die Gattung umfasst nur zwei allgemein anerkannte Arten, die Blaumeise und die Lasurmeise. Bei manchen Autoren wird auch die Buntmeise und die Weißstirnmeise dieser Gattung zugeordnet.
Die Arten dieser Gattung wurden klassisch der Gattung Parus zugerechnet, erst seit Anfang des 21. Jahrhunderts wird Cyanistes als eigenständige Gattung weitgehend akzeptiert.
Die kleinen Meisen dieser Gattung sind im gemäßigten Breiten Europas und Asiens sowie im Norden von Afrika beheimatet.

## Systematik
Traditionell wurden alle Arten der Familie der Meisen bis auf zwei atypische Ausnahmen in der Gattung Parus zusammengefasst. Eine 2005 durchgeführte molekulargenetische Untersuchung der Verwandtschaftsbeziehungen der Meisen, die die mitochondriale Gen-Sequenz des Cytochrom-b-Gens analysierte, führte nun zur Anerkennung einer Aufteilung der Gattung Parus durch die British Ornithologists’ Union. Diese Untersuchung zeigte, dass sich die Arten der Gattung Cyanistes als erstes von den restlichen „ehemaligen“ Parus-Arten abgespalten haben.
Für die beiden allgemein anerkannten Arten dieser Gattung wird von manchen Autoren eine Unterartgruppe bzw. eine Unterart als weitere Art anerkannt. Bei der Blaumeise sind dies die auf den Kanarischen Inseln beheimateten Unterarten Cyanistes teneriffae, die auch als „afrikanische Blaumeise“ bezeichnet werden (weitere Details siehe Blaumeise).
Bei der Lasurmeise ist dies die Gelbbrustmeise (Cyanistes flavipectus), diese wurde aufgrund morphologischer Merkmale als eigene Art angesehen. Molekulargenetische Untersuchungen konnten allerdings den Artstatus der Gelbbrustmeise nicht bestätigen.

## Arten
- Cyanistes
  - Blaumeise (C. caeruleus)
  - Kanarenmeise (Cyanistes teneriffae), wurde klassisch als konspezifisch zur Blaumeise gesehen.
  - Lasurmeise (C. cyanus)
  - Gelbbrustmeise (C. flavipectus), wird in der Regel als Unterart der Lasurmeise angesehen